# Une maison pour junior
 (juillet 2019).
Si vous disposez d'ouvrages ou d'articles de référence ou si vous connaissez des sites web de qualité traitant du thème abordé ici, merci de compléter l'article en donnant les références utiles à sa vérifiabilité et en les liant à la section « Notes et références ».
Pour plus de détails, voir Fiche technique et Distribution.
Une maison pour junior (Claws in the Lease) est un court métrage d'animation de la série des Merrie Melodies réalisé par Robert McKimson, mettant en scène Grosminet et son fils et sorti en 1963.

## Fiche technique
- Patrick Préjean : Grosminet
- Jean-Loup Horwitz : Junior